# Ivan Lovrenčič
Ivan Lovrenčič, slovenski pravnik in lovski organizator, * 22. februar 1878, Zamostec, † 1. december 1952, Sodražica. 
Ljudsko šolo je obiskoval v Sodražici, gimnazijo pa v  Ljubljani, kjer je leta 1897 maturiral. Pravo je študiral na Dunaju in v Pragi in tu leta 1905 promoviral. Po doktoratu je bil praktikant pri ljubljanskem deželnem sodišču, nato sodni pripravnik pri Danilu Majaronu. Leta 1913 pa je v Ljubljani odprl lastno odvetniško pisarno. Kot gimnazijec je bil član Zadruge, se učil ruščine, objavil več povestic v Vrtcu in Rodoljubu. Leta 1907 je ustanovil Slovenski lovski klub, ki se je 1909 preimenoval v Slovensko lovsko društvo in mu leta 1910 postal predsednik. Leta 1910 je začelo izhajati društveno glasilo Lovec. Lovrenčič je glasilo 3 leta urejeval in tudi kasneje vanj pisal članke. Po Lovrenčičevem prizadevanju se je leta 1924 ustanovila Zveza lovskih društev v kraljevini s sedežem v Beogradu, več kinoloških klubov in Jugoslovanska kinološka zveza v Ljubljani.